# Kyrsten Sinema
Kyrsten Sinema, née le 12 juillet 1976 à Tucson (Arizona), est une femme politique américaine. Membre de la Chambre des représentants des États-Unis de 2013 à 2019, elle est la première femme ouvertement bisexuelle à siéger à la législature fédérale.
Lors de l'élection sénatoriale de 2018, elle bat Martha McSally, candidate du Parti républicain, devenant ainsi la première femme élue au Sénat dans l'histoire de l'Arizona. La nomination de Sinema par le Parti démocrate lui permet de gagner sa première élection sénatoriale fédérale dans l'État depuis la victoire de Dennis DeConcini en 1988.
Élue en tant que démocrate, elle se positionne de plus en plus vers la droite des Démocrates et en 2022, elle décide quitter le Parti démocrate et de s’inscrire comme indépendante au Sénat. Elle ne se représente pas lors de l'élection sénatoriale de 2024.

## Biographie

### Premiers engagements politiques
Sinema est d'abord militante du Parti vert,. En 2004, elle devient membre du Parti démocrate.
Kyrsten Sinema est élue à la Chambre des représentants de l'Arizona en 2004 et réélue en 2006 et 2008. Élue au Sénat de l'Arizona en 2010, elle est par la suite élue à la Chambre des représentants des États-Unis en 2012. Elle y est la première femme ouvertement bisexuelle. Elle est estimée représenter une nouvelle génération de personnalités politiques américaines.

### Chambre des représentants des États-Unis
Classée politiquement comme centriste, elle s'oppose à diverses initiatives visant à limiter le mariage à l'union d'un homme et d'une femme, dans l'État qu'elle représente, l'Arizona. Elle se prononce également pour le DREAM Act (Development, Relief, and Education for Alien Minors Act, « loi pour le développement, le secours et l'éducation pour les mineurs étrangers »).

### Sénat des États-Unis
En septembre 2017, elle annonce sa candidature à la primaire démocrate pour les élections sénatoriales de 2018, afin de succéder au républicain Jeff Flake, qui n'est pas candidat à sa réélection.

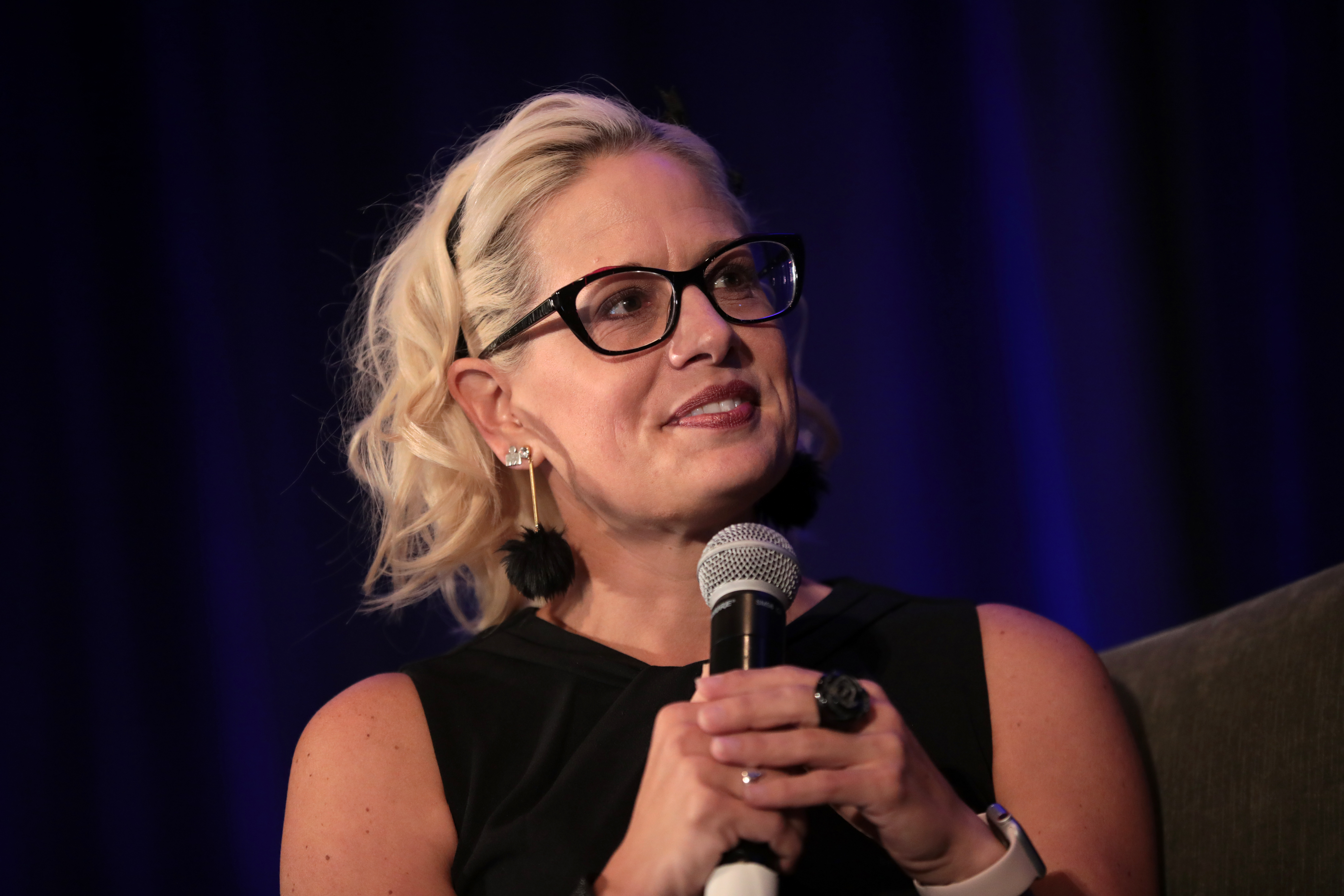
Kyrsten Sinema lors d'une conférence à Phoenix en 2019.

Elle remporte l'investiture officielle de son parti en obtenant lors de la primaire démocrate 319 242 voix, soit l'équivalent de 80,5 % des suffrages exprimés. Lors de l'élection sénatoriale du 6 novembre suivant, elle affronte la candidate du Parti républicain, Martha McSally, ancienne pilote de la United States Air Force. McSally est également représentante de l'État au Congrès des États-Unis (depuis 2015).
Le décompte des suffrages en Arizona est particulièrement long en raison du nombre élevé de votes par procuration. Tandis que McSally bénéficie d'une faible avance le soir de l'élection, Sinema la dépasse dans les jours qui suivent lorsque les votes qui sont postés sont comptés, ce qui attire l'ire du président Donald Trump qui va jusqu'à faire flotter l'idée d'une nouvelle élection,.
Le 12 novembre, presque une semaine après le jour du vote, les autorités annoncent que Sinema remporte l'élection, une première en 30 ans pour les démocrates en Arizona. McSally, qui concède peu de temps après, est cependant nommée au Sénat des États-Unis dans les heures qui suivent l'investiture de Sinema par le gouverneur Doug Ducey, le 3 janvier 2019, à la suite de la démission de l'autre sénateur fédéral de l'État, Jon Kyl, lui-même nommé après le décès de John McCain en 2018.
En 2022, Sinema décide de quitter le Parti démocrate et de devenir indépendante. Elle reste toutefois membre du caucus démocrate au Sénat.
Le 5 mars 2024, Sinema annonce qu'elle ne sera pas candidate à sa réélection dans le cadre des élections de 2024. Son successeur, démocrate, est Ruben Gallego, ancien représentant de l'État.

#### Positionnement politique
Élue d'un État traditionnellement conservateur, Kyrsten Sinema se positionne dans l'aile la plus à droite du Parti démocrate. Prenant pour modèle l'ancien sénateur républicain de l'Arizona John McCain, elle n'hésite pas à voter à contre-courant des positions majoritaires de son parti. Au cours des 100 premiers jours de la présidence de Joe Biden, elle vote contre le projet d'augmentation du salaire minimum fédéral à 15 dollars de l'heure présenté dans le cadre du plan de relance adopté pour faire face aux conséquences de la pandémie de Covid-19. Elle fait également partie des sénateurs démocrates s'opposant à la nomination de Neera Tanden, candidate proposée par Joe Biden pour diriger le budget de la Maison Blanche. Elle se pose par ailleurs en adversaire du Green New Deal et bloque l’abolition du « filibuster », la procédure qui permet de faire obstruction au passage d’un texte de loi au Sénat.
Ces votes lui valent des critiques de l'aile gauche du Parti démocrate. Pendant l'été 2021, des manifestations de protestation devant son bureau à Phoenix sont organisées par les jeunes du Mouvement Sunrise, un groupe de militants pour le climat. Ils sont rejoints par des défenseurs des droits civiques, dont le révérend Jesse Jackson, et des figures du mouvement ouvrier comme Dolores Huerta.
En avril 2021, elle soutient avec l'autre sénateur démocrate de l'Arizona, Mark Kelly, la déclaration de l'état d'urgence par le gouverneur républicain de l'État, Doug Ducey, ainsi que l'envoi par ce dernier de troupes de la garde nationale à la frontière avec le Mexique afin de faire face à l'afflux de réfugiés et d'aider l'United States Border Patrol. Elle dépose une proposition de loi bipartisane (le Bipartisan Border Solutions Act of 2021, S.1358) avec le sénateur républicain de l'État voisin du Texas, John Cornyn, en vue de gérer cet afflux de migrants à la frontière avec le Mexique.
Sinema soutient de longue date une couverture santé universelle qui permettrait de baisser le coût des traitements de santé. À partir de 2019, Sinema reçoit de nombreux dons de la part du lobby de l'industrie pharmaceutique (à hauteur de 121 000 dollars) et un groupe financé par les industries pharmaceutiques achète 600 000 dollars de publicité à la télévision et à la radio en Arizona pour soutenir Sinema. En septembre 2021, elle s'oppose à la loi de finances démocrate qui vise à baisser ces prix par des négociations directes avec l'industrie pharmaceutique. Elle critique le prix de cette loi de finances, d'un montant global de 3,5 mille milliards de dollars,.
Sinema s'oppose initialement à la Loi sur la réduction de l'inflation de 2022, une loi proposée par les démocrates qui contient entre autres une augmentation de la faible imposition fiscale sur les carried interests (en) dont bénéficient les gestionnaires de fonds d'investissement et des capital risqueurs. Ces mêmes personnes ont fait des dons à la campagne de Sinema d'un montant cumulé d'un million de dollars sur la dernière année. Les démocrates ont besoin de sa voix pour passer la loi et elle obtient le retrait de cette mesure, remplacée par une augmentation d'un point du droit d'accise sur les rachats d'actions, en échange de son vote. Ce soutien à la faible imposition des gestionnaires de fonds est très critiqué par les démocrates,,,,,. L'accord de Sinema permet aussi de passer une loi sur la réduction du prix des médicaments à laquelle elle s'opposait jusqu'alors.